# Anoushka Shankar
Anoushka Shankar, född 9 juni 1981 i London, är en brittisk musiker (sitarspelare) och kompositör. Anoushka Shankar är dotter till den indiska sitarmästaren Ravi Shankar och halvsyster till sångerskan Norah Jones.
Hon är engagerad förespråkare för djurrätt, vegetarian och deltar i kampanjer för organisationen PETA och dess indiska systerorganisation, PETAIndia.

## Diskografi
- 1998 – Anoushka
- 2000 – Anourag
- 2001 – Live at Carnegie Hall
- 2005 – Rise
- 2007 – Breathing Under Water